# غيرترود باير
غيرترود باير (بالإنجليزية: Gertrud Baer)‏ (1890-1981) هي ناشطة ألمانية يهودية في حقوق المرأة والسلام. أحد الأعضاء المؤسسين لرابطة المرأة الدولية للسلام والحرية، شغلت منصب السكرتير التنفيذي للفرع الألماني للرابطة منذ عام 1921 ومنصب رئيس مشترك للمنظمة الدولية منذ عام 1929 حتى عام 1947. خلال الحرب العالمية الثانية، بالرغم من أن القيادة كانت مشتركة، كانت باير القائد الرئيسي للمنظمة. في نهاية الحرب، أصبحت المستشار الأولى للرابطة إلى الأمم المتحدة واحتفظت بذلك المنصب حتى عام 1972.

## نشأتها
وُلدت غيرترود باير في 25 نوفمبر 1890 في هالبيرشتات، في مقاطعة ساكسونيا من مملكة بروسيا لزوجين يهوديين، سارة (شتيرن قبل الزواج) وغوستاف باير. ينتمي والدها إلى عائلة عريقة من الأطباء والمدرّسين من هالبرشتات. كان والدها تاجرًا في أعمال الحديد. كانت والدتها ابنة الحاخام الأكبر في هامبورغ، أنشيل شتيرن، وزوجته جانيت (آدلير قبل الزواج). كان الجد الأكبر لباير من جهة الأم ناثان ماركوس آدلر قد قام بمهام الحاخام الأكبر للإمبراطورية البريطانية ووالده مورديخاي باير آدلر، الذي كان الحاخام الأكبر لهانوفر.
كانت باير أكبر أشقاء وشقيقات أسرتها، التي انتقلت إلى هامبورغ حين كان عمرها نحو عامين. أشقاؤها وشقيقتها الأصغر هم إيرنا (1892-1967) ووالتر (وُلد عام 1894) هاريت (1896-1956) وجانيت (1903-1944) قد وُلدوا جميعًا في هامبورغ. قُتلت جانيت في مسعكر أوشفيتز خلال الهولوكوست. تأثرت باير بانخراط والدتها في الحركة النسائية البرجوازية الألمانية ورافقتها إلى الاجتماعات. في واحد من تلك الاجتماعات، التقت بليدا غوستافو هيمان، وعملت معها على البيت النسائي الأول في هامبورغ. أكملت باير دراستها الباكرة وتدرّبت على أن تصبح مدرّسة في دراستها في هامبورغ ولايبزغ وميونيخ ونوشاتل في سويسرا.

## مسيرتها المهنية
بعد إتمام تدريبها، بدأت باير مسيرتها المهنية مدرّسةً في هامبورغ. خلال الحرب العالمية الأولى انتقلت باير إلى ميونيخ وانخرطت مع هايمان وأنيتا أوغسبورغ وهيلين شتوكر في حركة السلام. في عام 1915، حضرت المؤتمر الدولي للمرأة، الذي انعقد في لاهاي، حيث أُطلقت الأفكار الأولى لتُشكّل النساء اللجنة الدولية للمرأة للسلام الدائم. تلا هذا الاجتماع في عام 1919 تشكيل الرابطة الدولية للنساء للحرية والسلام الذي انضمت إليه باير على الفور، وشغلت عدة مناصب في الفرع الألماني للرابطة منذ سنة تأسيسه. بين عامي 1918 و1919، أنشأت باير مجلسًا نسائيًا في وزارة ميونيخ للشؤون الاجتماعية للجمهورية السوفياتية البافارية التي كانت قد أُنشئت حديثًا. شاركت أيضًا في دورات صيفية حول النزعة الأممية رعتها الرابطة في مطلع عشرينيات القرن العشرين. بين عامي 1919 و1933 عملت على تأسيس اليومية النسائية دي فغاي إم شتات (نساء في الدولة) ودي فغيندينسفارتي (ساعة السلام).
في عام 1922، قامت باير -التي شغلت منصب السكرتير التنفيذي للفرع الألماني للرابطة لمدة عام- برحلتها الأولى إلى الولايات المتحدة. فاتها لقاء مع الرئيس هاردينغ حين اعتقلتها وزارة الهجرة بسبب عضويتها في الحزب الشيوعي الألماني ومخاوف من عدم امتلاكها ما يكفي من المال لإعالة نفسها خلال إقامتها في البلاد. بعد إطلاق سراحها إثر تدخل جين آدامز، حثّت باير -في حديثٍ لها في اجتماع لاحق- النساء على الانضمام إلى حركة السلام والمظاهرات المناهضة للحرب. حثّت باير الولايات المتحدة على سحب قواتها من أمريكا اللاتينية وعلى إطلاق السجناء السياسيين والاعتراف بالاتحاد السوفييتي بإلقائها محاضراتٍ مع أعضاء من فرنسا وبريطانيا. إلى جانب هيمان وفريدا بيرلين، قادت باير جهود المصالحة بين النساء الألمانيات والفرنسيات في فترة ما بين الحربين. كانت زراعة شجر في شمالي فرنسا مبادرة من هذا النوع. شغلت باير منصب نائبة رئيس كارتيل السلام الألماني وسافرت في أنحاء واسعة من أوروبا.